# 转龙站
转龙站是达成铁路上的一座铁路车站，车站骑跨四川省德阳市中江县冯店镇和成都市金堂县转龙镇边界，车站站名来源于后者，然其站房主体位于中江县冯店镇富安村。车站隶属于成都铁路局遂宁车务段，为五等站。车站是达成铁路后期扩能改造时增建的会让站，仅作列车会让使用，不办理客货运业务。车站上下行区间均为单线，区间及站内均已电气化。

## 车站设施
车站站场呈西东走向，略偏西北—东南走向，设有股道2条（其中正线1股，侧线1股），站台1座，站房位于线左，未配备客货运设施。
站房南侧50米许为宁蓉线（原遂成线）区间正线。